# Steven Berkoff

Steven Berkoff (2020)

Steven Berkoff (geboren 3. August 1937 in London als Leslie Steven Berks) ist ein britischer Autor, Dramatiker, Schauspieler und Regisseur.

## Leben und Karriere
Leslie Steven Berks wurde 1937 im zum Londoner East End gehörenden Stadtteil Stepney als Sohn des Schneiders Alfred „Al“ Berks und der Hausfrau Pauline „Polly“ Berks geboren. Die Vorfahren seiner jüdischen Familie stammen aus Rumänien und Russland. Während der Luftangriffe auf London zog seine Mutter mit ihm und seiner Schwester Beryl nach Luton. Nach Ende des Zweiten Weltkriegs lebte die Familie einige Monate bei Verwandten in Nyack, New York, bevor sie mangels Arbeit nach England zurückkehrte. Den von seinem Vater aus Berkovitch zu Berks verkürzten Familiennamen lehnte er genauso ab wie seinen Vornamen Leslie und nannte sich daher später Steven Berkoff.
Berkoff besuchte das London City Literary Institute (1957–1958), erhielt seine Schauspielausbildung an der Webber Douglas Academy of Dramatic Art (1958–1959) und studierte an der École internationale de théatre Jacques Lecoq in Paris. Danach gründete er die London Theatre Group, bei der er die Regie seiner eigenen Adaptionen von Klassikern führte, wie zum Beispiel 1969, als er in Franz Kafkas Die Verwandlung die Rolle des jungen Mannes spielte, der selbst zum Käfer transformiert wurde. Neben dem Theater spielte Berkoff auch in Filmen wie Barry Lyndon (1975), Outland – Planet der Verdammten (1981), James Bond 007 – Octopussy (1983), Beverly Hills Cop – Ich lös’ den Fall auf jeden Fall (1984), Rambo II – Der Auftrag (1985), Fair Game (1995), Riders (2002) und Head in the Clouds (2004) mit. 1981 wirkte er in der Serie Die Profis (Episode: Ein Mordroboter Namens Quinn) mit, in der er bereits eine ähnliche Rolle wie in James Bond 007 – Octopussy mimte. Er wurde öfter in Schurkenrollen besetzt.
Zu Berkoffs eigenen Stücken zählt Greek (1979), in dem der Ödipus-Mythos in das zeitgenössische London versetzt wurde, sowie West (1983), eine Adaption der angelsächsischen Beowulf-Legende. Sein Stück Decadence (1981) stellte die sexuellen und sozialen Aktivitäten eines Oberklasse-Paares denen einer Frau aus der Arbeiterklasse und eines Detektivs gegenüber. In Kvetch (1987) werden die Ängste einer Gruppe von Juden aus dem West End in eine Comic-Dinner-Party umgewandelt. Weiteren Theaterstücke und Bearbeitungen waren u. a. Agamemnon (1977), The Fall of the House of Usher (1977, siehe Edgar Allan Poes Der Untergang des Hauses Usher), The Trial (1981, siehe Kafkas Der Process), Sink the Belgrano (1986), In the Penal Colony (1988) sowie Brighton Beach Scumbags (1991). Daneben war er Autor von Büchern wie I am Hamlet (1989) sowie Corolianus in Deutschland (1992).
Berkoff war zweimal verheiratet, in erster Ehe seit 1970 mit Alison Minto und in zweiter Ehe ab 1976 mit Shelley Lee. Beide Ehen endeten durch Scheidung. Seit Mitte der 1980er-Jahre ist er mit der deutschen Pianistin Clara Fischer liiert und lebt mit ihr im Londoner Stadtteil Limehouse. Er hat aus zwei kurzlebigen früheren Beziehungen zwei Töchter, zu denen jedoch nur sporadischer Kontakt besteht und über die er nur wenige persönliche Details bekanntgab.

## Filmografie (Auswahl)
Schauspieler
- 1958: Ich war Montys Double (I Was Monty’s Double)
- 1961: Konga
- 1965: Mit Schirm, Charme und Melone (The Avengers, Fernsehserie, eine Episode)
- 1967: Der Sklave der Amazonen (Slave Girls)
- 1969: Simon Templar (The Saint, Fernsehserie, 2 Episoden)
- 1970–1971: UFO (Fernsehserie, 4 Episoden)
- 1971: Uhrwerk Orange (A Clockwork Orange)
- 1975: Barry Lyndon
- 1975: Beruf: Reporter (Professione: reporter)
- 1981: Outland – Planet der Verdammten (Outland)
- 1983: Die Profis (The Professionals, Fernsehserie, eine Episode)
- 1983: James Bond 007 – Octopussy (Octopussy)
- 1984: Beverly Hills Cop – Ich lös’ den Fall auf jeden Fall (Beverly Hills Cop)
- 1985: Rambo II – Der Auftrag (Rambo: First Blood Part II)
- 1986: Under the Cherry Moon – Unter dem Kirschmond (Under the Cherry Moon)
- 1988: Feuersturm und Asche (War and Remembrance, Miniserie, 12 Episoden)
- 1991: Michelangelo – Genie und Leidenschaft (A Season of Giants, Fernsehfilm)
- 1994: Decadence
- 1994: Space Cops – Tatort Demeter City (Space Precinct, Fernsehserie, eine Episode)
- 1995: Fair Game
- 1997: Star Trek: Deep Space Nine (Fernsehserie, eine Episode)
- 1998: Der Legionär (Legionnaire)
- 2000: Am Anfang (In the Beginning, Fernsehfilm)
- 2001: Attila – Der Hunne (Attila)
- 2002: Riders
- 2003: Children of Dune (Fernsehdreiteiler, alle Episoden)
- 2004: Head in the Clouds
- 2005: Shadow of the Sword – Der Henker (The Headsman)
- 2006: Flying Scotsman – Allein zum Ziel (The Flying Scotsman)
- 2006: New Tricks – Die Krimispezialisten (New Tricks, Fernsehserie, eine Episode)
- 2006: Hotel Babylon (Fernsehserie, eine Episode)
- 2006: Agatha Christie’s Marple (Fernsehserie, eine Episode)
- 2008: Das jüngste Gericht
- 2009: 44 Inch Chest – Mehr Platz braucht Rache nicht (44 Inch Chest)
- 2010: The Tourist
- 2011: Verblendung (The Girl with the Dragon Tattoo)
- 2011–2012: Die Borgias (The Borgias, Fernsehserie, 8 Episoden)
- 2012: Riot
- 2013: R.E.D. 2 (RED 2)
- 2014: Katherine of Alexandria
- 2014: Witches of East End (Fernsehserie, 5 Episoden)
- 2014: We Still Kill the Old Way
- 2015: The Frankenstein Chronicles (Fernsehserie, 2 Episoden)
- 2015: North v South
- 2015: 7 Cases
- 2015: Return of the Footsoldier (Rise of the Footsoldier Part II)
- 2016: Manhattan Nocturne – Tödliches Spiel (Manhattan Nocturne)
- 2016: Titanium White
- 2017: Riot
- 2017: Transhuman
- 2017: Gunned Down
- 2017: Fanged Up
- 2017: The Dot Man
- 2018: Point of No Return
- 2019–2020: Vikings (Fernsehserie, 12 Episoden)
- 2019: Red Devil
- 2019: The Last Faust
- 2020: Righteous Villains
- 2021: Creation Stories
- 2021: Alice, Through the Looking
- 2021: Gefangen in Rio (Prisoner of Rio)

Regisseur
- 1992: Oscar Wilde's Salome (Fernsehfilm)
- 1994: Decadence
- 2000: East
- 2021: They Shall Not Pass: The Battle of Cable Street (Dokumentarfilm)

## Theatrografie (Auswahl)
Schauspieler
- 1964: Sir Thomas More (Nottingham Playhouse, Nottingham)
- 1975: East (Traverse Theatre, Edinburgh)
- 1976: East (Greenwich Theatre, London)
- 1986: Metamorphosis (Mermaid Theatre, London)
- 2000–2001: Shakespeare's Villains: A Master Class in Evil (Joseph Papp Public Theater/ Anspacher Theater, New York City)
- 2002: Shakespeare's Villains: A Master Class in Evil (The Studio Theatre Mead Theatre, Washington, D.C.)

Regisseur
- 1982: Metamorphosis (Mark Taper Forum, Los Angeles)
- 1983: Greek (Actors' Playhouse, New York City)
- 1985–1986: Kvetch (Odyssey Theatre Ensemble, Los Angeles)
- 1986: Metamorphosis (Mermaid Theatre, London)
- 1987: Kvetch (Westside Theatre/ Upstairs, New York City)
- 1988–1989: Coriolanus (Joseph Papp Public Theater/ Anspacher Theater, New York City)
- 1989: Metamorphosis (Ethel Barrymore Theatre, New York City)
- 1989–1990: Acapulco (Odyssey Theatre Ensemble, Los Angeles)
- 1994: The Tragedy of Richard II (Joseph Papp Public Theater/ Anspacher Theater, New York City)
- 1997: Massage (Odyssey Theatre Ensemble, Los Angeles)
- 1999: Shakespeare's Villains: A Master Class in Evil (Odyssey Theatre Ensemble, Los Angeles)
- 2000–2001: Shakespeare's Villains: A Master Class in Evil (Joseph Papp Public Theater/ Anspacher Theater, New York City)
- 2002: Shakespeare's Villains: A Master Class in Evil (The Studio Theatre Mead Theatre, Washington, D.C.)
- 2004: Sit and Shiver (Odyssey Theatre Ensemble, Los Angeles)
- 2016: The Hairy Ape (Odyssey Theatre Ensemble, Los Angeles)
- 2017: Salomé (Odyssey Theatre Ensemble, Los Angeles)

## Werke (Auswahl)
Theaterstücke
- 1969: Metamorphosis (Adaption von Franz Kafkas Erzählung Die Verwandlung)
- 1970: The Trial (Adaption von Franz Kafkas Roman Der Process)
- 1974: The Fall of the House of Usher (Adaption von Edgar Allan Poes Kurzgeschichte Der Untergang des Hauses Usher)
- 1975: East
- 1980: Greek (inspiriert von Sophokles′ Werk König Ödipus)
- 1981: The Tell-Tale Heart (Adaption von Edgar Allan Poes Kurzgeschichte Das verräterische Herz)
- 1981: Decadence
- 1983: West
- 1986: Kvetch
- 1986: Sink the Belgrano! (inspiriert von der Versenkung der General Belgrano während des Falklandkrieges)
- 1997: Massage
- 2001: The Bow of Ulysses
- 2001: The Secret Love Life of Ophelia (inspiriert von William Shakespeares Tragödie Hamlet)
- 2004: Sit and Shiver
- 2013: Religion & Anarchy (fünf kurze Theaterstücke über Juden und den Holocaust)
- 2019: Harvey (inspiriert vom Weinstein-Skandal)

Autobiografische Werke
- Free Association: An Autobiography. London, Boston, Faber and Faber, 1996, ISBN 978-0-571-19010-2.
- Shopping in the Santa Monica Mall: The Journals of a Strolling Player. London, Robson Books, 2000, ISBN 978-1-86105-357-2.
- Diary of a Juvenile Delinquent. London, JR Books, 2010, ISBN 978-1-907532-08-5.
- Tales from an Actor's Life. Grosvenor House Publishing Ltd., 2020, ISBN 978-1-83975-073-1.